# Moyenne de réussite de vol de base
La moyenne de réussite de vol de base (en anglais stolen base percentage) est une statistique employée au baseball pour évaluer la réussite d'un coureur dans ses tentatives de vol de base.

## Définition
Les coureurs qui volent le plus de bases sont parfois aussi ceux qui se font le plus retirer sur tentative de vol. C'est logique, puisque ce sont ceux qui tentent le plus de voler qui ont le plus de chance de réussir mais aussi de rater. Il est donc difficile de comparer les performances relatives des meilleurs coureurs.
C'est pourquoi, afin d'affiner la comparaison entre voleurs de base, la Major league baseball a créé une moyenne de réussite de vol. Elle se calcule comme suit:
{\displaystyle Moyenne~de~r{\acute {e}}ussite~de~vol~de~base={\frac {bases~vol{\acute {e}}es}{bases~vol{\acute {e}}es+retraits~sur~tentative~de~vol}}}

## Performances
Si l'on compare les performances des meilleurs voleurs et de ceux qui se sont le plus fait retirer sur tentatives de vol en Ligue majeure de baseball, on s'aperçoit que ceux qui volent le plus ne sont plus les plus performants au pro rata du nombre de tentatives:
|                  | Bases volées | Retraits sur tentative de vol | Moyenne de réussite de vol |
| Rickey Henderson | 1406         | 335                           | 0.807                      |
| Lou Brock        | 938          | 307                           | 0.753                      |
| Ty Cobb          | 892          | 178                           | 0.833                      |
| Tim Raines       | 808          | 146                           | 0.846                      |
| Vince Coleman    | 752          | 173                           | 0.812                      |
| Eddie Collins    | 744          | 173                           | 0.811                      |
| Bert Campaneris  | 649          | 199                           | 0.765                      |
| Otis Nixon       | 620          | 186                           | 0.769                      |
| Maury Willis     | 586          | 208                           | 0.738                      |
| Bret Butler      | 558          | 257                           | 0.684                      |

Ainsi c'est Tim Raines, 5e plus grand voleur de bases de l'histoire de la MLB, qui est celui qui a eu le plus de succès dans ses tentatives de vol. Rickey Henderson, qui détient le record du plus grand nombre de bases volées en carrière, n'est que 5e au pro rata vols de base/tentatives de vol.
NB: Des joueurs comme Billy Hamilton ou Honus Wagner n'apparaissent pas car à leur époque, le nombre de retraits sur tentative de vol n'était pas comptabilisé.